# Norma Martínez
Norma Milagros Martínez Zevallos (Lima, 22 de octubre de 1969) es una actriz, directora de teatro y presentadora de TVPerú.

## Biografía
Hija de padre español, natural de la provincia de Murcia, y madre peruana, Martínez estudió en el Colegio San Francisco de Borja. Cuando acabó la secundaria asistió a talleres de danza y luego de actuación con Roberto Ángeles y Alberto Ísola. Su primera participación en la televisión fue en la telenovela Obsesión.
Martínez viajó a España y vivió 5 años en ese país.
En el año 2000 apareció en el filme estadounidense Prueba de vida del director Taylor Hackford.
En 2002 participó en la telenovela española Géminis, venganza de amor de TVE, luego de ello formó parte de la serie Hospital Central de Telecinco. En el 2005 participó en la serie Cuéntame, también de TVE.
En 2006 participó en la serie peruana Esta sociedad, y también en la segunda temporada en el 2008.
En 2007 actuó en las obras de teatro Bicho bajo la dirección de Juan Carlos Fisher, y La fiesta del chivo bajo la dirección de Jorge Alí Triana.
En 2009 apareció en el filme español La vergüenza, del director David Planell. La cinta ganó la Biznaga de Oro a la Mejor Película y la Biznaga de Plata al Mejor Guion en el Festival de Cine de Málaga. A fines del 2009 fue invitada al Festival de Cine en Cannes, Francia, para presentar Altiplano, filme peruano que se rodó en Arequipa.
En 2011, el jurado del 4.º Festival Internacional de Cortometrajes "La Noche de los Cortos" la premió como Mejor actriz, por su actuación en el cortometraje Cuidados intensivos del director Brian Jacobs. Además participó en las obras de teatro La chica del Maxim, Los últimos días de Judas Iscariote y En la otra habitación (o La obra del vibrador).
En 2012 participó en la telenovela La Tayson, corazón rebelde como Luisa. Además, grabó para la película musical Rocanrol 68. El mismo año debutó en la conducción del espacio cultural Sucedió en el Perú de TV Perú. En teatro, actuó en la obra La falsa criada bajo la dirección de Alberto Ísola.
En febrero de 2013 actuó en la obra Proyección privada bajo la dirección de Gilbert Rouvière. Meses después estuvo en la obra El método Grönholm. Martínez aparece ese año en las películas El evangelio de la carne y Rocanrol 68.
En 2014 debutó en la dirección de la obra de teatro Vergüenza, que fue recibida positivamente por la crítica.
En 2016 participó en la serie colombiana La esclava blanca de Caracol Televisión, interpretando a la malvada Adela.
En 2018 protagoniza su propio unipersonal Solo cosas geniales.
En 2021 protagoniza Días Felices, el clásico contemporáneo de Samuel Beckett en el Teatro Británico.
En 2022 dirige la obra ¿Qué me pongo? para Los Productores en el Teatro Pirandello.
En 2022, participa en la obra Escenas de una ejecución como la protagonista, Galactia, en el Teatro Británico. Ese mismo año también produce y protagoniza la obra La Poeta, con dramaturgia y dirección del español David Planell.
Actualmente, se prepara para protagonizar las películas Vacas, del director Brian Jacobs, en Perú y Exploraciones Silvestres, coescrita por ella bajo la dirección de Franco Finocchiaro.

## Filmografía

### Televisión
- Obsesión (1996) como Lorena Muñoz.
- La noche (1996) como Leticia Molina.
- Escándalo (1997) como Malena Navarro.
- Secretos (1998) como Carmen de Fuentes.
- Sueños (1999) como Beatriz Beltrán.
- Milagros (2000-2001) como Coca Ferrari.
- Géminis, venganza de amor (2002) como Dolores Vidal.
- Hospital Central (2002), Episodio "La cámara del secreto" como Madre.
- Esta sociedad (2006) como Ximena.
- Esta sociedad 2 (2008) como Ximena.
- Lalola (2011) como Sonia.
- La Tayson, corazón rebelde (2012) como Luisa Sánchez-Concha del Prado.
- Sucedió en el Perú (2012-2024) como presentadora.
- La esclava blanca (2016) como Adela.
- Princesas (2020) como Josefina Castilla de Villarreal.
- Conversación en La Catedral ( ) como Ivonne.

### Películas
- Volcán en llamas (1997) como Carmen.
- Prueba de vida (2000) como Norma.
- El bien esquivo (2001) como Mujer de Olaguivel.[18]
- Bala perdida (2001)
- Polvo enamorado (2003)
- El secreto del héroe (2003) como Bianca.
- El último alquimista (2007) (corto).
- La vergüenza (2009) como Rosa.
- Altiplano (2009) como Mercedes.
- Cuidados intensivos (2011) como Enfermera (corto).
- Lima 13 (2013)
- El evangelio de la carne (2013)
- Rocanrol 68 (2013) como Madre de Manolo.
- Encadenados (2015) como Susana.
- Av. Larco, la película (2017)

## Premios y nominaciones
| Año  | Premio | Categoría                 | Trabajo                                        | Resultado |
| ---- | --- | ------------------------- | ---------------------------------------------- | --------- |
| 2007 | Premios Luces de El Comercio                                                                                       | Mejor actriz de teatro    | Bicho                                          | Ganadora  |
| 2009 | Premios Luces de El Comercio                                                                                       | Mejor actriz de teatro    | Las brujas de Salem                            | Ganadora  |
| 2010 | Premios Luces de El Comercio                                                                                       | Mejor actriz              | La Reina de belleza de Leenane                 | Nominada  |
| 2011 | Cuarto Festival Internacional de Cortometrajes "La Noches de los Cortos"                                           | Mejor actriz              | Cuidados intensivos                            | Ganadora  |
| 2011 | Premios Luces de El Comercio                                                                                       | Mejor actriz de teatro    | En la otra habitación (o La obra del vibrador) | Nominada  |
| 2012 | Premios Luces de El Comercio                                                                                       | Mejor actriz de TV        | La Tayson, corazón rebelde                     | Nominada  |
| 2013 | Premios Luces de El Comercio                                                                                       | Mejor actriz de cine      | El evangelio de la carne                       | Nominada  |
| 2014 | Premios Luces de El Comercio                                                                                       | Mejor actriz de teatro    | Incendios                                      | Nominada  |
| 2014 | Premios Luces de El Comercio                                                                                       | Mejor dirección en teatro | Vergüenza                                      | Nominada  |
| 2015 | Premios Luces de El Comercio                                                                                       | Mejor dirección en teatro | Stop Kiss                                      | Nominada  |
| 2016 | Premios "Tu Mundo"                                                                                                 | La mala más buena         | La Esclava Blanca                              | Nominada  |
| 2016 | Premios Chip TV | Mejor Antagónica          | La esclava blanca (Serie)                      | Nominada  |
| 2017 | Premios India Catalina                                                                                             | Mejor Antagónica          | La esclava blanca (Serie)                      | Nominada  |
| 2017 | Premios TVyNovelas                                                                                                 | Mejor Antagónica          | La esclava blanca (Serie)                      | Nominada  |
| 2018 | Premios Luces de El Comercio                                                                                       | Mejor Actriz              | Solo cosas geniales (Obra)                     | Nominada  |
| 2021 | Premios luces de El Comercio                                                                                       | Mejor Actriz              | Días Felices (Obra)                            | Nominada  |
| 2022 | Sección de Crítica e Investigación Teatral de la Asociación de Artistas Escénicos de la UNEAC - Premios VILLANUEVA | Mejor Espectáculo en Cuba | Solo cosas geniales (Obra)                     | Ganadora  |